# Вангенрид
Вангенрид (нем. Wangenried) — деревня в Швейцарии, в составе коммуны Ванген-ан-дер-Аре кантона Берн
Входит в состав округа Обераргау (до 2009 года входила в округ Ванген). Население составляет 408 человек (на 31 декабря 2022 года).
До 2023 года являлась самостоятельной коммуной. Официальный код — 993. Площадь 2.91 км².
1 января 2024 года вошла в состав коммуны Ванген-ан-дер-Аре.